# Georg Oberhaidinger
Georg Oberhaidinger (* 27. Jänner 1945 in Vöcklabruck) ist ein österreichischer Politiker (SPÖ) und ehemaliger Abgeordneter zum Österreichischen Nationalrat.

## Ausbildung und Beruf
Georg Oberhaidinger besuchte von 1951 bis 1959 die Volks- und Hauptschule und erlernte im Anschluss den Beruf des Kessel- und Motorenwärters. Er leistete 1966 bis 1967 den Präsenzdienst ab und besuchte zwischen 1972 und 1973 die Sozialakademie der Kammer für Arbeiter und Angestellte in Mödling.
Oberhaidinger arbeitete von 1960 bis 1962 als Förderjunge im Kohlebergbau und war danach bis 1973 als Kesselwärter tätig. Zwischen 1973 und 1980 war er Sekretär der Gewerkschaft Metall-Bergbau-Energie für die Bezirke Vöcklabruck und Wels und von 1981 bis 1993 Bezirksparteisekretär des ÖGB Wels. Im Anschluss arbeitete er als Landesparteisekretär für die SPÖ Oberösterreich und wechselte 1995 als Geschäftsführer zur SPÖ Oberösterreich Privatstiftung.

## Politik
Oberhaidinger engagierte sich bei der Jungen Generation der SPÖ im Bezirk Vöcklabruck und war zwischen 1970 und 1973 deren Vorsitzender. Zuvor war er bereits von 1968 bis 1973 Betriebsratsvorsitzender in der Tierkörperverwertungs-GesmbH Regau gewesen. Oberhaidinger vertrat zwischen 1979 und 1986 die SPÖ im Landtag und war von 1986 bis 1990 Stadtrat in Wels. 1994 wurde er zum Bezirksparteivorsitzender der SPÖ Wels gewählt. 
Oberhaidinger war zwischen dem 5. November 1990 und dem 29. Oktober 2006 Abgeordneter der SPÖ zum Nationalrat. Er war Energiesprecher der SPÖ-Parlamentsfraktion. Oberhaidinger ist derzeit Mitglied im SPÖ Landesparteipräsidium Oberösterreich.

## Auszeichnungen (Auszug)
- Großes Silbernes Ehrenzeichen für Verdienste um die Republik Österreich  (1997)[1]
- Großes Goldenes Ehrenzeichen für Verdienste um die Republik Österreich (2007)[2]
- Goldenes Ehrenzeichen des Landes Oberösterreich (2007)

## Privates
Oberhaidinger ist verheiratet und Vater von vier Kindern.